# Furfural
El compuesto químico furfural es un aldehído industrial derivado de varios subproductos de la agricultura, maíz, avena, trigo, aleurona, aserrín. El nombre furfural es por la palabra latina furfur, "salvado", en referencia a su fuente común de obtención.
Se obtiene por hidrólisis de los pentosanos a pentosas y deshidratación de estas últimas. Con 1500 g de Marlo de maíz y ácido sulfúrico al 10 %, se obtiene entre 165 y 200 g de fulfural. También se obtiene a partir del quebracho
Es un aldehído aromático, con una estructura en anillo. Su fórmula química es C5H4O2. En estado puro, es un líquido aceitoso incoloro con olor a almendras, en contacto con el aire rápidamente pasa a amarillo.

## Uso
- Fabricación de plásticos
- Base química de herbicidas, fungicidas, insecticidas. No está permitido el uso en el control de plagas por el Convenio de Róterdam, a partir del comienzo de los años 1990.
- Acelerador del vulcanizado

El 10 % de los residuos de la producción agrícola puede convertirse en furfural con ácido sulfúrico diluido, siendo éste poco soluble en agua y más denso que ella. Esta reacción comprende los azúcares de 5 carbonos de las plantas, como los contenidos en la hemicelulosa.
La mitad de las 500 000 t/año de furfural son producidas en China. La mayor parte de la producción es usada para la síntesis de polímeros (fibras de vidrio, resina para aviación), furano.
El furfural polimeriza con fenol, acetona, urea y consigo mismo en presencia de ácidos.
Un derivado de furfural es el furfuril-mercaptan, que da al café tostado su aroma
- usado por la industria petrolera en la destilación de aceites. Elimina los compuestos aromáticos indeseables de los diferentes destilados base, los que darían origen a resinas y lacas cuando el lubricante es sometido a condiciones severas de trabajo en los motores. Al mismo tiempo este tratamiento sirve para obtener lubricantes de superior índice de viscosidad.

El aceite base a refinar entra en las torres extractoras en contracorriente con furfural, sustancia química parcialmente miscible con los aceites minerales. Mediante un agitador de eje vertical con varios discos horizontales al furfural se pone en íntimo contacto con el aceite y va extrayendo aquellos compuestos predominantemente aromáticos, de manera que cuando llega al fondo de la torre extractora, contiene un alto porcentaje de ellos.
Como contrapartida, el aceite que sale por la parte superior ha sido despojado de tales compuestos, y solamente resta eliminarle el furfural que contiene.

## Toxicidad
El efecto tóxico del furfural en humanos es fundamentalmente: irritante de vías respiratorias, dérmico y ocular (a temperatura de 25 °C, presenta un riesgo limitado de toxicidad).
Puede causar efectos tóxicos si es inhalado o ingerido. El contacto con la sustancia puede causar quemaduras graves en la piel y ojos. El fuego producirá gases irritantes, corrosivos y/o tóxicos. Los vapores pueden causar mareo o sofocación. Escapes al control del fuego o diluido en agua puede causar contaminación.
Los trabajadores crónicamente expuestos al vapor se han lamentado de dolor de cabeza, cansancio, picor de garganta, lagrimeo, perdida del sentido del gusto, insensibilidad de la lengua y temblores. La sobre exposición ocupacional es relativamente rara debido a la baja presión de vapor del líquido y los síntomas desaparecen normalmente con rapidez después de evitar la exposición.
La valoración de los resultados preliminares de los estudios reproductivos en ratas y de estudios de alimentación en ratones y ratas demuestran la posibilidad de defectos de nacimiento y reproductivos.